# Emotion (canción de Samantha Sang)
«Emotion» es una canción escrita en 1977 por Barry y Robin Gibb. Primero fue grabado por la cantante australiana Samantha Sang siendo su único éxito, cuya versión fue escrita por los Bee Gees, alcanzó el número tres en el Billboard Hot 100 chart en 1978. Los Bee Gees grabaron su propia versión de la canción en 1994 como parte de un álbum llamado Love Songs que nunca fue lanzado, pero finalmente fue incluido en su colección de 2001 titulada Their Greatest Hits: The Récord. En 2001, "Emotion" fue cubierto por el grupo de chicas de American R & B Destiny's Child. Su versión de la canción fue un éxito internacional, llegando a estar entre los diez primeros de la lista Hot 100 de EE. UU. Y alcanzando el top 5 en la lista de sencillos del Reino Unido .

## Versión original

### Antecedentes
Originalmente, la canción "Emotion" fue grabada por Samantha Sang para la etiqueta Private Stock. La canción fue el único sencillo de éxito de Sang, alcanzando el número 3 en el Billboard Hot 100. Billboard clasificó su versión como la canción número 14 para 1978. Hay un video promocional hecho para esta canción.
Cuando Sang llegó a Miami, en lugar de grabar " Do not Throw It All Away ", Barry Gibb le ofreció una nueva canción, "Emotion". En esta pista, Sang se queda con un sonido entrecortado parecido al de Barry. Gibb mismo proporcionó armonía y voz de fondo, utilizando su falsete en esta pista. El lado B era "When Love Is Gone", una composición de Francis Lai. Fue grabado alrededor de abril de 1977 en Criteria Studios en Miami, Florida, casi al mismo tiempo que Barry contribuyó escribiendo y produciendo " Save Me, Save Me " para la banda Network. Blue Weaver identificó a los músicos como se muestra de memoria. En la sesión, Joey Murcia toca la guitarra, teclados, Harold Cowart en el bajo y Ron "Tubby" Zeigler en la batería Originalmente fue diseñado para su uso en la película Saturday Night Fever de 1977, pero terminó siendo presentado en la película The Stud (1978), protagonizada por Joan Collins. También en 1978, Emotion se usó como el lado B de Johnny Mathis y el sencillo de Deniece Williams " Demasiado, muy poco, demasiado tarde ", que alcanzó el número uno en los EE. UU.

### Personal
- Samantha Sang – Voz
- Barry Gibb – Armonía y voz de fondo
- George Terry – guitarra
- Joey Murcia – guitarra
- George Bitzer – teclados
- Harold Cowart – batería
- Ron Ziegler – bajo
- Karl Richardson – Ingeniero de audio

### Seguimiento de listados y formato
1. «Emoción» - 3:43
2. «Cuando el amor se ha ido» - 3:46

El clip de música se presenta como un video mejorado en las ediciones europeas del sencillo en CD y en el DVD exclusivo de Wal-Mart 2004 titulado Fan Pack.

## Versión de las Destiny's Child

### Antecedentes
En 2001, "Emoción" fue grabado por American R & B Destiny's Child del destino para su tercer álbum de estudio Survivor (2001). Producido y organizado por Mark J. Feist, presenta un tempo más lento que el original de Samantha Sang, aunque una remezcla producida por Neptunes de la canción también fue producida e incluida en el álbum de remezclas de la banda This Is The Remix (2002). Feist había producido previamente la canción para la cantante filipina Regine Velásquez para su álbum Drawn en 1998 y utilizó exactamente la misma pista de acompañamiento para Destiny's Child .
Publicado como el cuarto sencillo de ese álbum, la canción continuó la racha de éxitos entre los diez primeros del grupo en Estados Unidos, llegando al número diez en el Billboard Hot 100 el 20 de noviembre de 2001. También fue un éxito en el Reino Unido, donde alcanzó su punto máximo en el número tres en la lista de sencillos del Reino Unido y vendió más de 145,000 copias, y alcanzó la lista de los diez primeros en varios mercados musicales importantes, incluyendo Nueva Zelanda, Irlanda y los Países Bajos.
El sencillo fue acompañado por un video musical dirigido por Francis Lawrence con un efecto de triple pantalla dividida. La canción estuvo en gran medida en listas de reproducción de estaciones de radio durante los ataques del 11 de septiembre de 2001, y finalmente se convirtió en una canción tributo a la familia de las víctimas. El grupo también rindió homenaje a la fallecida cantante de R & B Aaliyah , que murió en agosto de 2001 en un accidente aéreo, en los Soul Train Music Awards con la interpretación de esta canción.

### Video musical
El video musical presentaba un efecto triple de pantalla dividida. Rowland a la izquierda, Knowles en el centro y Williams a la derecha. Se ve a Rowland despidiéndose de su novio antes de irse en un taxi. Knowles atrapa a su novio con otra mujer y corre por la casa llorando. Williams está con su abuela, que murió en su cama. Al final del video, Williams llama a los otros miembros del grupo a su casa. Las tres chicas se encuentran allí y se confortan. La pantalla vuelve a ser normal.
El clip de música se presenta como un video mejorado en las ediciones europeas del sencillo CD y en el DVD exclusivo de Wal-Mart 2004 titulado Fan Pack.

### Seguimiento de listados y formato
Estos son los formatos y las listas de seguimiento de los principales lanzamientos únicos de "Emotion".

#### CD estadounidense sencillo
1. «Emotion» (Versión del álbum) - 3:56
2. «8 días de Navidad»  - 3:29

#### Max maxi europeo COL 671767 2
1. «Emotion» (Versión del álbum) - 3:56
2. «8 días de Navidad» - 3:29
3. «Emoción» (Calderone Dub Mix) - 6:55
4. «Emotion» (Musicvideo) - 3:56

#### Maxi australiano solo
1. «Emotion» (Versión del álbum) - 3:56
2. «Bootylicious» ( Rockwilder Remix)
3. «Bootylicious» (M & J's Jelly Remix)
4. «Bootylicious» (V-Quest Mix de Richard Vission)
5. «Bootylicious» (Ed Case Refix)

#### UK single part
1. «Emotion» (Versión del álbum) - 3:56
2. «8 días de Navidad» - 3:29
3. «Emotion» (Mezcla de alma Nu de Maurice)
4. «Emotion» (Musicvideo) - 3:56

#### Casete del Reino Unido solo
1. «Emotion» (Versión del álbum) - 3:56
2. «Emoción» (Calderone AM Mix) - 10:13

#### Japón CD single
1. «Emotion» (Versión del álbum)
2. «Emotion» (Mezcla de alma Nu de Maurice)
3. «Emoción» (Instrumental)
4. «Emoción» (A cappella)